# Vasconiella jeffreysiana

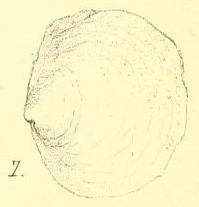
Linke Klappe von Vasconiella jeffreysiana Fischer 1873, ursprünglich publiziert als Scintilla crispata Fischer, 1873, Taf. 2, Fig. 7

Vasconiella jeffreysiana ist eine Muschel-Art aus der Familie der Galeommatidae. Die Art besitzt zwei unterschiedliche Klappen; die rechte etwas kleinere Klappe weist mittig im Ventralrand eine tiefe Einbuchtung auf. Es ist außerdem die Typusart und einzige Art der Gattung Vasconiella Dall, 1899.

## Merkmale
Das Gehäuse ist stark ungleichklappig und weist eine rundliche linke Klappe sowie eine etwas kleinere, konvex gewölbte rechte Klappe auf, die ventral eine tiefe Einbuchtung hat. Die mittige Einbuchtung wird durch zwei flache Rücken flankiert, die vom Wirbel ausgehen und die zwischen sich die tiefe Einbuchtung einschließen; die Einbuchtung bildet auch einen tiefen Sinus in der Klappe. Die rechte Klappe wird bis 5 mm lang, 3,5 mm hoch und 1,5 mm dick. Die linke Klappe ist annähernd kreisförmig und fast flach; sie ist etwa so hoch wie lang. Die beiden Klappen sind jeweils nahezu gleichseitig, der Wirbel sitzt fast in der Mitte. Die Wirbel sind sehr klein und flach.
In der linken Klappe sind zwei tuberkuläre Hauptzähne vorhanden, in der rechten Klappe sitzt ein tuberkulärer Hauptzahn, der in die Lücke zwischen den beiden Hauptzähnen der linken Klappe passt. Nach Cooney sind zusätzlich noch je ein hinterer Seitenzahn ausgebildet. Nach Cornet sind jedoch keine Seitenzähne vorhanden. Allerdings passt der verdickte runde Rand hinter den Hauptzähnen der linken Klappe in eine entsprechende Vertiefung der rechten Klappe. Dies könnte eine Erklärung für die unterschiedliche Beschreibung der Bezahnung sein. Es sind zwei rundliche Schließmuskeln vorhanden.
Die Schale ist dünn und weißlich. Die Oberfläche weist mehr oder weniger kräftige Anwachsstreifen auf. Sie werden von feinen radialen Streifen gekreuzt. Die Innenseite der Klappen ist fein radial gestreift.

## Geographische Verbreitung, Lebensraum und Lebensweise
Die Art ist im östlichen Atlantik von der Biskaya im Norden bis nach Marokko verbreitet. Sie kommt dort von etwa 22 m Wassertiefe bis in 65 m Wassertiefe vor. Die Tiere leben sehr wahrscheinlich als Kommensalen des stomatopoden Krebses Lysiosquilla eusebia.

## Taxonomie
Das Taxon wurde 1873 von Paul Henri Fischer als Hindsia Jeffreysiana aufgestellt. Die Gattung Hindsia Deshayes, 1858 ist durch Hindsia A. Adams, 1855 präokkupiert. Ferdinand Stoliczka schlug 1871 stattdessen als Ersatzname Hindsiella vor. Die Gattung Hindsia Deshayes, 1858 bzw. dessen Ersatzname Hinsiella bezeichnet jedoch eine ganz andere Gruppe von fossilen Bivalven. Typusart ist Modiola arcuata Deshayes aus dem Eozän des Pariser Beckens. Paul Fischer, der die Arbeit von Stoliczka nicht kannte, schlug 1873 als Ersatzname Vasconia vor. Dieser Name ist nun ein jüngeres, objektives Synonym von Hindsiella Stoliczka, 1871. William Healey Dall schlug 1899 für Vasconia jeffreysiana die Gattung Vasconiella vor. Der Name ist nicht explizit als Ersatzname markiert; er ist somit ein neuer Gattungsname und Hindsia Jeffreysiana ist die Typusart durch ursprüngliche Festlegung und Monotypie.
Erst 1957 wurde erkannt, dass ein zweites Taxon publiziert bei Paul Henri Fischer auf derselben Seite, Scintilla crispata die linke Klappe zu Hindsie Jeffreysiana ist. Scintilla crispata Fischer, 1872 wird daher als jüngeres Synonym von Vasconiella jeffreysiana behandelt.

## Anmerkung
1. ↑  Nach Kisch ist dagegen in der linken Klappe nur ein Hauptzahn vorhanden.